# Comté de Grand Bassa
Pour les articles homonymes, voir Bassa.
Le comté de Grand Bassa est l’un des 15 comtés du Liberia. Sa capitale est Buchanan.

## Géographie
Le comté de Grand Bassa est situé au centre du pays. Il est irrigué par le fleuve Saint-John. Au sud du territoire, le comté bénéficie d'un accès à l'océan Atlantique.

## Districts
Le comté est divisé en 8 districts :
- District 1, comté de Grand Bassa
- District 2, comté de Grand Bassa
- District 3, comté de Grand Bassa
- District 4, comté de Grand Bassa
- District de Commonwealth
- District de Neekreen
- District de Owensgrove
- District de St. John River

## Personnalités liées au comté
- John Hanson (?-vers 1860), homme politique afro-américain, sénateur du comté
- Stephen Allen Benson, président du Liberia entre 1856 et 1864
- Joseph James Cheeseman, président du Liberia entre 1892 et 1896
- Anthony W. Gardiner, président du Liberia entre 1878 et 1883
- Faith Terryson (Faithvonic), chanteuse et compositrice depuis 2012